# Anahareo
Gertrude Moltke Bernard, CM, també coneguda com a Anahareo (Mattawa, Ontario; 18 de juny de 1906-Kamloops, Columbia Britànica; 17 de juny de 1986), va ser una escriptora, activista pels drets dels animals i conservacionista canadenca del poble mohawk. És coneguda per la seva influència sobre l'escriptor Archibald Belaney (Mussol Gris o Grey Owl), qui va arribar a ser un dels primers defensors públics del conservacionisme al Canadà.
Va néixer en el si d'una família mohawk iroquesa; la seva mare, Mary Nash Ockiping, era algonquina i el seu pare, Matthew Barnard, era algonquí i mohawk. Va créixer com una dona independent que realitzava activitats reservades als homes. Els seus amics la coneixien com a «Pony».
Quan tenia 19 anys, va conèixer a Grey Owl, un caçador de pells de 37 anys que afirmava ser mig apatxe, que la convidà a acompanyar-la en les seves caceres. Es van casar poc després en una cerimònia anishinaabe, malgrat que no era legal, a causa que Grey Owl seguia casat amb la seva primera esposa, Angele Eguwan, una ojibwa.

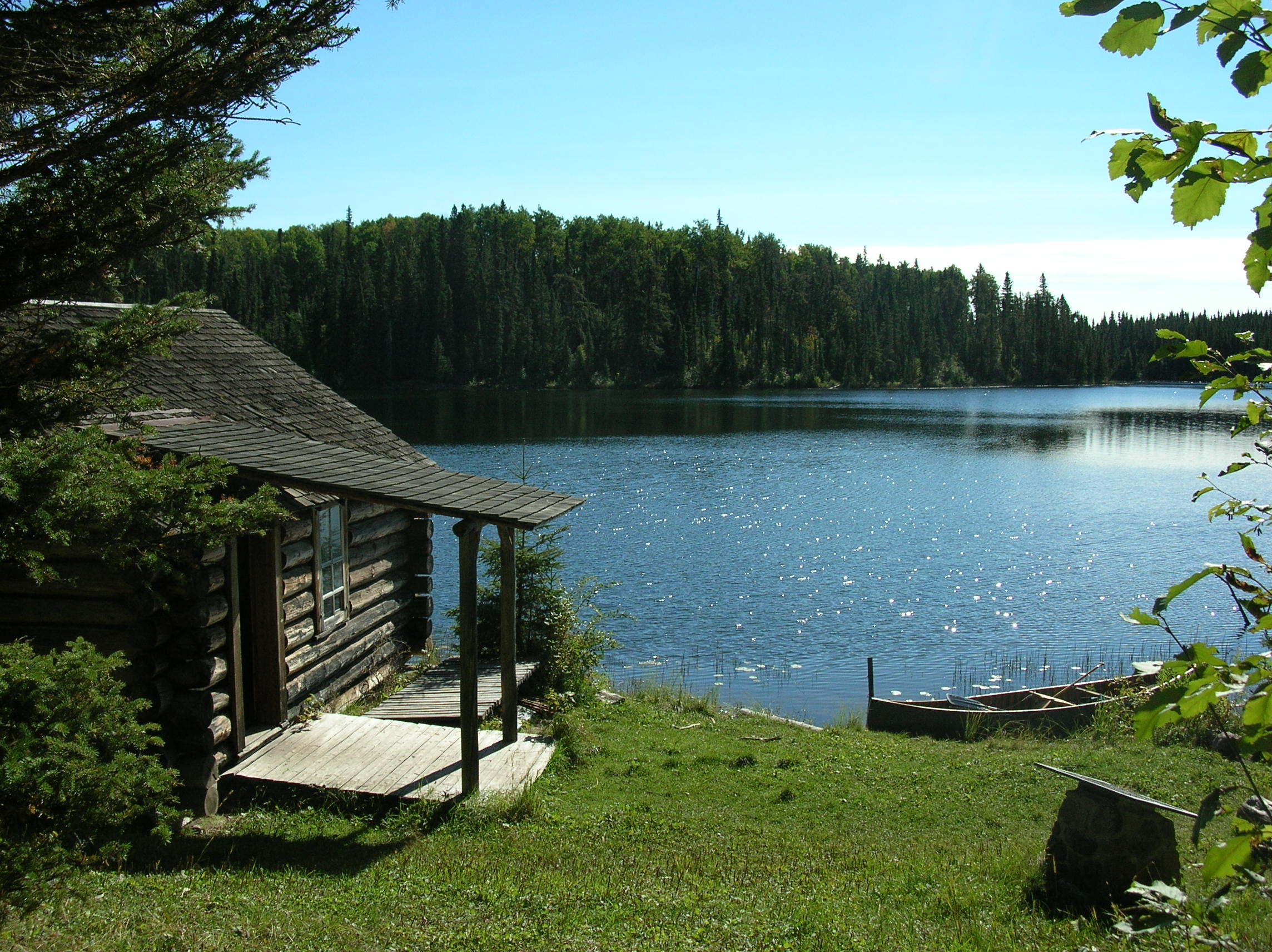
"Beaverlodge", la cabanya de Grey Owl en el llac Ajawaan.

Anahareo va animar Grey Owl a deixar de posar trampes i dedicar-se a publicar els seus escrits sobre la vida salvatge. A Pilgrims of de Wild (1934), Grey Owl compte com la seva jove esposa iroquesa, en salvar la vida de dues cries de castor i criar-les, el va impulsar a canviar la seva manera de viure i a treballar per la protecció de la flora i la fauna.
Junts van tenir dues filles, una d'elles Shirley Dawn (23 d'agost de 1932-3 de juny de 1984). La parella es va separar el 1936. Grey Owl va morir el 1938, sent un autor amb gran èxit de vendes. Després de la seva mort, es va saber que no era apatxe com ell afirmava, sinó un anglès anomenat Archibald Stansfeld Belaney.
Utilitzant el nom d' Anahareo, que Grey Owl li havia donat, Gertrude va escriure My Life With Grey Owl (1940) i, posteriorment, en el best-seller Devil in Deerskins: My Life With Grey Owl (1972), en el qual negava que conegués el veritable origen de Grey Owl. Va escriure que es va sentir dolguda en descobrir l'engany. Després de la mort de Grey Owl, Gertrude es va casar amb el comte Eric Moltke Huitfeldt. Van tenir una filla, Katharine. Els 50 anys posteriors a la seva separació de Grey Owl, va continuar el seu activisme dins el moviment per la conservació de la natura i els drets dels animals. El 1979 Anahareo va ser admesa en l'"Ordre de la Naturalesa", de la Lliga Internacional de Drets dels Animals amb seu a París. Fou membre de l'Ordre del Canadà el 1983.
El 17 de juny de 1986, just un dia abans del 80è aniversari, Anahareo va morir a Kamloops, a la Columbia Britànica (Canadà).